# Rupatadină
Rupatadina (cu denumirea comercială Tamalis, sub formă de fumarat) este un antihistaminic H1 din clasa compușilor triciclici, de generația a 2-a, fiind utilizat în tratamentul alergiilor. Printre acestea se numără rinita alergică și urticaria cronică idiopatică. Calea de administrare disponibilă este cea orală.

## Utilizări medicale
Rupatadina este utilizată ca tratament simptomatic în alergii:
- Rinită alergică
- Urticarie cronică idiopatică, la adulți și adolescenți (peste 12 ani).

Prezintă un efect instalat rapid și un profil de siguranță bun chiar și pentru tratamentul prelungit, de până la un an.

## Reacții adverse
Fiind un antihistaminic de generația a 2-a, produce foarte rar sedare și somnolență. Poate produce xerostomie (uscăciunea gurii) și cefalee.